# مسابقة الأغنية الأوروبية 1979
مسابقة الأغنية الأوروبية 1979 هي النسخة ال24 من مسابقة الأغنية الأوروبية، أقيمت في مدينة القدس، إسرائيل، شاركت 19 دولة في المسابقة وحصلت إسرائيل على المركز الأول بأغنية Hallelujah.

## روابط خارجية
- الموقع الرسمي